# کازناتاش
کازناتاش (انگلیسی: Kaznatash) یک شهرک در شهرستان نوریمانوفسکی استان باشقیرستان کشور روسیه است.